# Claude Amèline
Claude Amèline (Parigi, 1635 – 1708) è stato un teologo francese oratoriano.
Oratoriano dal 1660, fu arcidiacono di Parigi e contribuì alla stesura del Messale (1684) e nello stesso anno scrisse una Traité de la volonté (1684).